# 黒騎士
黒騎士（くろきし、英語: black knight、フランス語: chevalier noir）は、主君と明確な主従関係を結んでいない騎士、または兵士のこと。正式に叙勲された騎士は多くの場合、盾などに自身の出自を表す紋章が描かれていたが、黒騎士はそうした紋章を持たず、盾を黒く塗りつぶしていた。

## 概要
西洋の紋章は通常紋章院による管制下にあり、騎士として正式に叙勲されていなければ自身を象徴する紋章を使用できなかった。このような自称騎士はフリーカンパニーに身を置くか、フリーランサーの傭兵が多く、従者もつけられず甲冑の手入れにも事欠く有様で、さび止めをかねて甲冑を黒く塗ることが多かった。